# ألفرد أ. كنوبف سينيور
ألفرد أ. كنوبف سينيور (بالإنجليزية: Alfred Abraham Knopf) هو ناشر وشخصية أعمال أمريكي، ولد في 12 سبتمبر 1892 في مانهاتن في الولايات المتحدة، وتوفي في 11 أغسطس 1984 في بيرشيس ‏ في الولايات المتحدة بسبب قصور القلب.

## وصلات خارجية
- الموقع الرسمي
- ألفرد أ. كنوبف سينيور على موقع الموسوعة البريطانية (الإنجليزية)
- ألفرد أ. كنوبف سينيور على موقع إن إن دي بي (الإنجليزية)